# آرتور کونیش
 آرتور کونیش (انگلیسی: Arthur König؛ زاده ۱۳ سپتامبر ۱۸۵۶ درگذشته ۲۶ اکتبر ۱۹۰۱) یک فیزیک‌دان اهل آلمان بود. 